# 約翰尼斯·德·萊克
約翰尼斯·德·萊克（荷蘭語：Johannis de Rijke，1842年12月5日—1913年1月20日），有譯約翰斯·特萊克、約翰尼斯·迪·瑞克、喬亨納司或奈格，是一位荷蘭籍土木工程师，為明治时期在日本政府服務的外国顾问，大清末年應上海工部局聘任，任浚浦局總工程師，為整治吳淞口的第一位外國專家，為上海初期發展作出貢獻。

## 早年
德·萊克生於北貝弗蘭島上的科莱恩斯普拉特。他的父母是農民及兼職堤防工人彼得（Pieter de Rijke）和安娜（Anna Catharina Liefbroer），在兩人所生七個孩子中排第三。成年後其先於荷蘭內政部以雅各布斯·勒布雷（Jacobus Lebret）的學徒身份獲得一席，於其帶領下學習到數學、土方施工和水利工程實練等。

## 執業生涯
到了1865年時德·萊克轉為科內利斯·約翰尼斯·范·多恩（Cornelis Johannes van Doorn）工作，建造了橙（Oranje）閘鎖，将艾灣與阿姆斯特丹附近謝林沃德（Schellingwoude）的須德海相隔開來。特萊克在工程裡擔任首席建造工頭。范·多恩在1872年受邀前往日本參與建設，他也鼓勵德·萊克加入一道，去參與大阪港重建計劃。

### 日本
1873年9月，德·萊克與范·多恩、喬治·阿諾·艾雪（George Arnold Escher）一起抵達日本。在隨後三十年時間裡，這三位土木工程師建設發展起了一系列防洪和水體管控項目。其中德·萊克他，是有對东京、横滨、长崎、宇品（广岛）、博多（福冈）、三國（坂井）和新潟的港口做出改進。他在四日市港所建造的防波堤，被日本政府評定為重要文化財。
德·萊克還制訂過日本數條河流的河岸带改善計劃。值得注目的是，他所作出的基礎工作和規划作業，令名古屋附近木曾川、长良川和揖斐川分離開來，這個成果也被稱為木曾三川
德·萊克另一重要的業績，是負責過琵琶湖到京都隧道通道的修造工程。他還因建造過東京神田川下水道網絡而受到讚譽。
到1891年之後，德·萊克被任命為明治內務省的御用官員，並在該機構裡再官升至事務次官。晚後他還到日本工部大學校擔任講師。

### 中國
1876年時應上海外國領事團邀請，奈格（德·萊克，J.D.Ryke）和艾雪（C.Escher）一同前往上海，協助制訂計劃，改善黄浦江的通航能力，該长江支流對當時上海國際貿易是至關重要的。他們在當時一齊對黃浦江內沙能否改善進行了考察，而後合寫發佈了《吳淞內沙報告》（Report upon the Woo sung Bar）。
1897年他再回到上海，進行了第二次黄浦江考察報告。1901年他也回過中國，參與黄河防洪工程。

1906年6月時，應上海工部局聘請，奈格被正式任命為黃浦水利委員會（上海黄浦江浚浦局）的首位總工程師，與時被任命為浚浦局督辦（「監督」或「總辦」）的辜鸿铭共事，首次系統地對黃浦航道進行疏浚。其子亨利克也陪同來到上海協助父親工作。辜鴻銘在接觸奈格後直言他入職一事為辜「自從擔任上海的這一職位以來」唯一滿意的一件事，評價道：
|                                             | 我們的這位總工程師是一位老人，他友善而優雅，坦誠正直且聰明睿智，他有十足的紳士作風，對真善美的事物總是充滿了欣賞。您知道，和有宗教信仰的人相比，我身上一點也沒有虔誠的意味可言。但是奈格先生似乎能察覺到我的別致之處。他甚至說：‘我們的相遇并非偶然，而是承蒙上帝的旨意，除了黃浦江浚浦局的事務外，或許還有更為重要的目的。’ |
| ——辜鸿铭，1906年6月15日致愛丁堡校友骆任廷信 | |

1907年（光緒三十三年）奈格主持開始進行黃浦江疏浚工程。在期間由於發生工程欺詐與機構貪腐問題，加上預算超支，疏浚機構被江蘇巡撫於1910年撤銷，奈格也就此辭去總工程師一職。
在其1910年11月返回荷蘭前，他已在黃浦江上進行過了多項河道工程，包括吳淞碼頭（建於黃浦口）和高橋新航道；黃浦江治理工程累計耗銀六百四十三萬兩，佔當時大清全部計劃治理經費的89%，但工程僅完成一半。不過他所做工作是成功消除了大部分淺灘，實現了黃浦航道整治的初步目標：詩黃埔江口最低水深由15英尺加深至21英尺，高橋新航道由2-3英尺加深至19英尺。
在主持上述工程同時，其也在1908年曾應张謇邀請，於4月15日前往南通，「並隨輪赴鎮江查勘上游形勢，以五次查勘之結果，為因地制宜之保護」，並提出了《通州建築沿江水楗保護坍田說明書》。亨利克也一併到當地，與张謇有過一面之緣。

## 晚年
德·萊克有被日本政府授予過二级瑞寶章，並於1903年返回荷蘭。在荷蘭其被授勛奧蘭治-拿騷官佐勳章，1911年1月13日再被授勛荷蘭獅騎士勛章。在比利时，他被授勛騎士級利奥波德勋章。
他在阿姆斯特丹離世時享年70歲，被安葬在當地的佐格夫利德公墓（Zorgvlied）。

## 榮譽
- 瑞寶章，1889年（四等）；1892年（三等）；1903（二等）[20]
- 官佐級奥兰治-拿骚勋章，1911[7]
- 荷兰狮勋章，1913年[21]
- 騎士章利奥波德勋章（比利时）[7]

## 備註
1. ↑  . 南通市人民政府. 2019-12-02. （原始内容存档于2022-09-09）.
2. ↑  朱, 瑪瓏. . 中央研究院近代史研究所集刊 (中央研究院近代史研究所). 2015-12, (90): 55-93  [2022-12-04]. （原始内容存档于2022-09-09）.
3. 1 2 3  徐, 其华; 宋, 德蕃; 胡, 昌新 (编). . . 上海: 上海社会科学院. 1997. ISBN 9787806183809. （原始内容存档于2022-09-09）.
4. 1 2 3  Nussbaum, Louis Frédéric;  et al. . De Rijke. 2005: 152. ISBN 0-674-01753-6.
5. ↑  王, 承功; 须, 景昌. . 南通市水利史志, 编委会办公室  (编). . 黄山书社. 1998: 371. ISBN 9787806302927.
6. ↑  陈天扬（港闸区档案馆原馆长）.  (PDF). 港闸日报. 2019-03-05. （原始内容 (PDF)存档于2022-09-09） （中文（中国大陆））.
7. 1 2 3  （荷蘭語） Rijsbergen, Dennis. "Johannis de Rijke, ridder van de rijzende zon," （页面存档备份，存于） Beroemde Zeeuwen. 27 August 2009; retrieved 2013-4-5.
8. 1 2 3 4 5  Pinedo, Danielle. . NRC Handelsblad. January 13, 2000  [2022-09-09]. （原始内容存档于2022-01-26） （Dutch）.
9. 1 2 3  Chubu Regional Construction Bureau, Ministry of Construction, Kiso River Lower Reaches Works Office.  (PDF): 2.   [2022-09-09]. （原始内容存档 (PDF)于2022-11-10）.
10. ↑  .   [2022-09-09]. （原始内容存档于2022-09-09）.
11. ↑  Karan, Pradyumna Prasad. (2005). Japan in the 21st century: Environment, Economy, and Society, p. 136.，第136頁，載於Google圖書
12. ↑  Embassy of the Kingdom of the Netherlands in Tokyo 的存檔，存档日期2010-07-25., "Dutch-Japanese relations, Dutch Civil Engineers in the Meiji Period" 的存檔，存档日期2016-12-09.; retrieved 2013-4-5.
13. ↑  Yellow River Conservancy Commission, "Speech by Willem-Alexander, Prince of Orange," 2005; 的存檔，存档日期May 22, 2011，.; retrieved 2013-4-5.
14. 1 2 3  刘, 炳涛; 何, 小刚. . . 上海: 上海社会科学院. 2017  [2022-09-09]. ISBN 9787552019018. （原始内容存档于2022-09-09）.
15. 1 2  吴思远. . 中华读书报 (光明网). （原始内容存档于2022-09-09）.
16. ↑  中国第一历史档案馆：《光绪三十四年荷商利济公司浮开浚浦士方案》，《历史档案》1995年第1期。
17. 1 2  上海浚浦局：《上海港口大全》，上海浚浦局刊行，1934年，第139页。
18. ↑  Biography of Johannis de Rijke, 2011; A History of Shanghai Dredging Corporation (1905-1988) (上海航道局史，第一部), 文汇出版社, 1988, pp.16-21
19. ↑  张謇研究中心、南通市港闸区档案馆编：《特来克与南通保坍史料》（内部资料），2009.
20. ↑  Chubu, p. 6.
21. ↑  Noord-Beveland, Standbeelden Johannis de Rijke, Colijnsplaat （页面存档备份，存于）; honor conferred January 17, 1913.